# Мала Домаша
Мала Домаша (слч. Malá Domaša) насељено је мјесто са административним статусом сеоске општине (слч. obec) у округу Вранов на Топлој, у Прешовском крају, Словачка Република.

## Становништво
| Година:    | 1994. | 2004.    | 2014.    | 2024.    |
| ---------- | ----- | -------- | -------- | -------- |
| Број људи: | 409   | 451      | 508      | 706      |
| Разлика:   |       | +10,26 % | +12,63 % | +38,97 % |

| Година:    | 2023. | 2024.   |
| ---------- | ----- | ------- |
| Број људи: | 691   | 706     |
| Разлика:   |       | +2,17 % |

Према подацима о броју становника из 2024. године насеље је имало 706 становника.